# Odprto prvenstvo Avstralije 2025
Odprto prvenstvo Avstralije 2025 je sto trinajsti teniški turnir za Grand Slam, ki je potekal med 12. in 25. januarjem 2025 v Melbournu.

## Rezultati

### Moški posamično
- Jannik Sinner:  Alexander Zverev, 6–3, 7–6(7–4), 6–3

### Ženske posamično
- Madison Keys:  Arina Sabalenka, 6–3, 2–6, 7–5

### Moške dvojice
- Harri Heliövaara /  Henry Patten:  Simone Bolelli /  Andrea Vavassori, 6–7(16–18), 7–6(7–5), 6–3

### Ženske dvojice
- Kateřina Siniaková /  Taylor Townsend:  Hsieh Su-wei /  Jeļena Ostapenko, 6–2, 6–7(4–7), 6–3

### Mešane dvojice
- Olivia Gadecki /  John Peers:  Kimberly Birrell /  John-Patrick Smith, 3–6, 6–4, [10–6]